# Bruno Weil

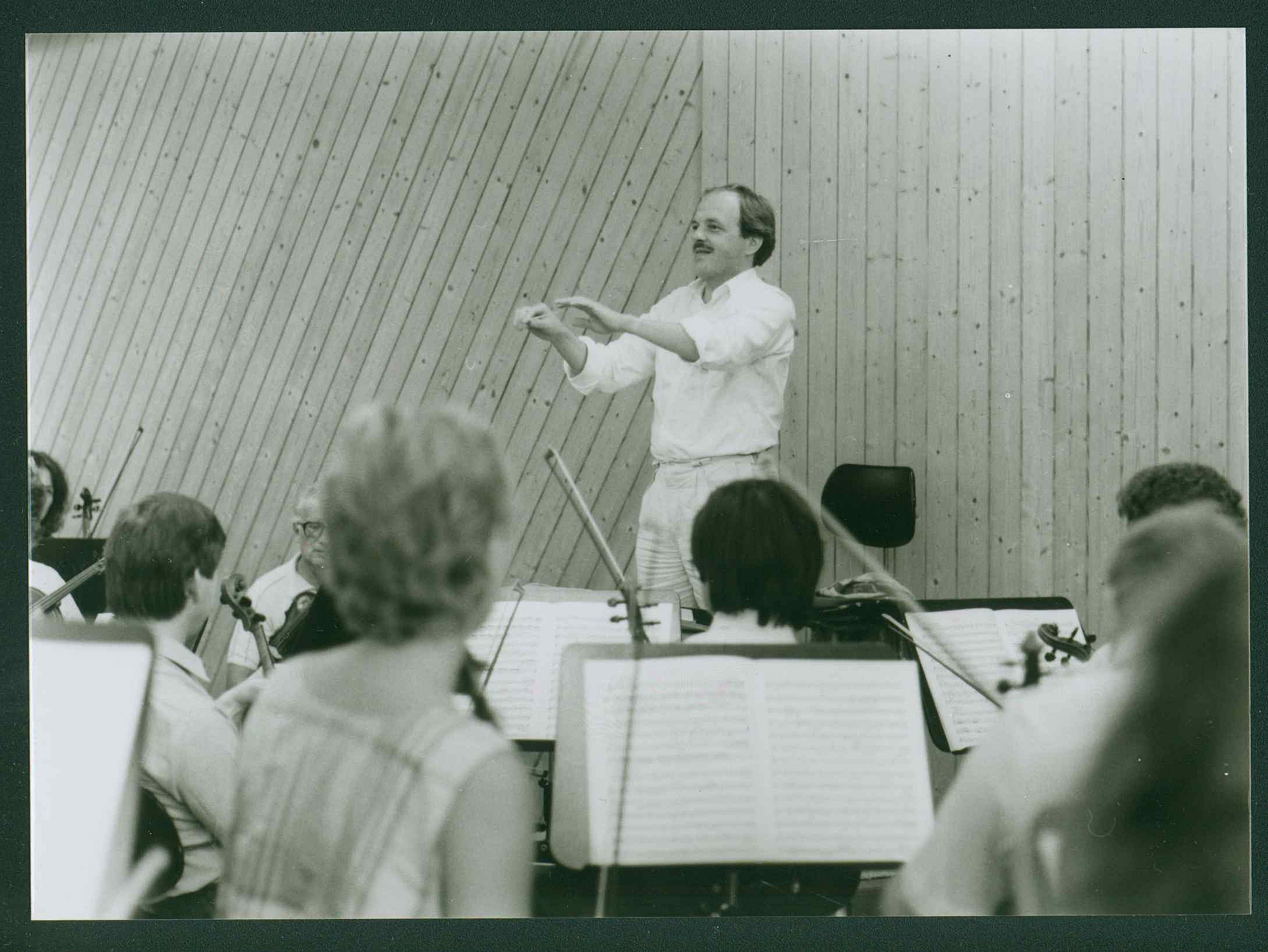
Bruno Weil bei Proben von Die Zauberflöte am Badischen Staatstheater Karlsruhe (1987)

Bruno Weil (* 24. November 1949 in Hahnstätten) ist ein deutscher Dirigent.

## Leben und Wirken
Bruno Weil ist einer der letzten Meisterschüler von Hans Swarowsky. Durch sein Einspringen für Herbert von Karajan bei den Salzburger Festspielen wurde er über Nacht weltbekannt. Weil dirigierte zunächst in Wiesbaden und Braunschweig. In Augsburg (1981–1989) und Duisburg war er Generalmusikdirektor. Seit 2003 leitet er die Cappella Coloniensis, mit der er zahlreiche Ersteinspielungen für BMG realisierte. 2001 wurde er als Professor an die Hochschule für Musik und Theater München berufen.
Bruno Weil dirigierte zahlreiche international bekannte Orchester, so die Berliner und Wiener Philharmoniker, das Orchester der Deutschen Oper Berlin, das kanadische Tafelmusik Baroque Orchestra, dessen erster Gastdirigent er ist, die Staatskapelle Dresden, das Budapest Festival Orchestra, die Wiener Symphoniker, das Philharmonische Orchester Sydney, das Boston Symphony Orchestra, das Los Angeles Philharmonic Orchestra, das Orchestre symphonique de Montréal, das Toronto Symphony Orchestra, das Orchestre National de France, das Orchestre des Champs-Élysées, die Rotterdamer Philharmoniker, das Philharmonische Staatsorchester Hamburg, die Bamberger Symphoniker, das Georgische Kammerorchester, das Orchestre National du Capitole de Toulouse, das Orchestre philharmonique de Monte-Carlo, das NHK-Sinfonieorchester (Tokio), das Sydney Symphony Orchestra sowie das St. Paul Chamber Orchestra.
An der Wiener Staatsoper, der Deutschen Oper Berlin, der Dresdner Semperoper, der Kölner Oper, am Teatro Comunale di Bologna, an der Staatsoper Hamburg und bei den Salzburger Festspielen (Debüt mit Don Giovanni als Einspringer für Herbert von Karajan) leitete er zahlreiche Vorstellungen. 1992 gab er mit Così fan tutte sein Debüt beim Glyndebourne Festival. An der Wiener Staatsoper dirigierte er mehrere hundert Repertoirevorstellungen, vornehmlich die Opern Wolfgang Amadeus Mozarts. Daneben leitete er zahlreiche Neuinszenierungen an der Wiener Volksoper, so die vielfach von der Kritik ausgezeichnete Premiere von Mozarts Figaros Hochzeit in der Inszenierung von Marco Arturo Marelli 1992, die auch von zahlreichen Fernsehsendern live übertragen wurde und bis heute regelmäßig ausgestrahlt wird.
Der Schwerpunkt seines Repertoires liegt bei der Wiener Klassik. Außerdem fördert er auch die Musik im Sinne der historischen Aufführungspraxis, so durch sein von 1993 bis 2011 im Kloster Irsee jährlich stattfindendes Festival Klang & Raum. Daneben leitet er das Bach-Festival in Carmel-by-the-Sea. Weil ist Gastdirigent bei internationalen Festivals.
Seit 2008 ist Bruno Weil „Schrittmacher“ der Tom-Wahlig-Stiftung, die sich für die Erforschung und Heilung der spastischen Spinalparalyse engagiert.

## Auszeichnungen
Viele von Weils CD-Aufnahmen wurden von der Musikkritik ausgezeichnet: Cannes Classical Award 1996, The Absolute Sound: Record of the Year, CD Review: CD of the month, Deutscher Schallplattenpreis Klassik, Echo-Klassik-Award 1996, 1997 und 1999, Choc de l’année von Le Monde de la musique, Fono Forum: Stern des Monats.
2016 erhielt Weil den Musikpreis der Stadt Duisburg.